# ハーダー腺

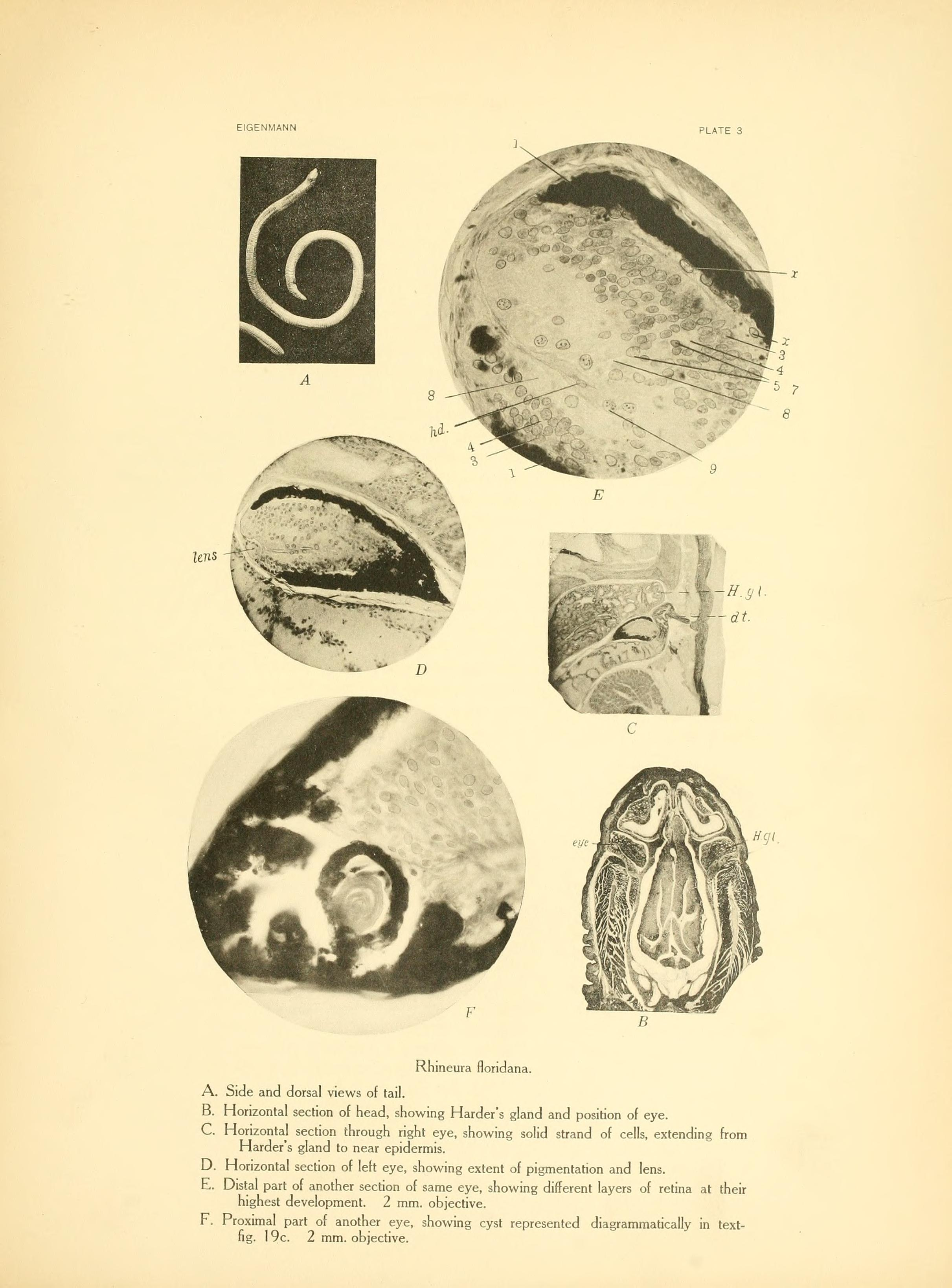
Rhineura floridana; the Harderian gland is marked H. gl. in diagram B (horizontal section of head) and C (horizontal section through right eye).

ハーダー腺は眼窩内にある腺で、瞬膜を持つ四肢動物（爬虫類、両生類、鳥類、哺乳類）に存在する。
腺は管状腺または alveolar gland|compound tubuloalveolarで、分泌液（粘液性、漿液性、脂質性）は動物群によって異なる。動物によっては涙腺の付属器官として働き、瞬膜の動きを楽にする液体を分泌する。光保護、免疫反応、体温調整、フェロモン生成などのいくつかの異なる機能を持つことが提唱されている。 哺乳類では、この腺から毛皮を整えるための油状物質が分泌される。ハーダー腺の有無は、古生物学者が哺乳類の祖先に毛皮が進化した時期を判断するための手がかりのひとつである。
ハーダー腺は1694年にスイスの解剖学者Johann Jacob Harder (1656–1711)によって初めて記載された。彼はGlandula nova lachrymalis una cum ductu excretorio in cervis et damisで報告している。 ("A new lachrymal gland with an excretory duct in red and fallow deer", English translation).